# Simacota (ort)
Simacota är en ort i Colombia.   Den ligger i departementet Santander, i den centrala delen av landet, 220 km norr om huvudstaden Bogotá. Simacota ligger 1 057 meter över havet och antalet invånare är 2 156.
Terrängen runt Simacota är kuperad åt sydost, men åt nordväst är den bergig. Runt Simacota är det ganska tätbefolkat, med 54 invånare per kvadratkilometer. Närmaste större samhälle är Socorro, 8,9 km öster om Simacota. Omgivningarna runt Simacota är en mosaik av jordbruksmark och naturlig växtlighet.